# Sporting Clube de Portugal 2009-2010

## Stagione
Nella stagione 2009-2010 lo Sporting Lisbona venne allenato inizialmente da Paulo Bento, esonerato e sostituito ad interim da Leonel Pontes, e infine da Carlos Carvalhal. In campionato la squadra si classificò al quarto posto, centrando la qualificazione in Europa League. In Taça de Portugal i Leões furono eliminati ai quarti di finale dal Porto, mentre in Taça da Liga in semifinale dai concittadini del Benfica. Il cammino in Champions League si fermò ai play-off contro gli italiani della Fiorentina, in virtù della regola dei gol in trasferta. Alla stessa maniera furono eliminati agli ottavi di finale di Europa League per mano degli spagnoli dell'Atlético Madrid, futuri vincitori della competizione.

## Maglie e sponsor
|  | Casa |  | Trasferta |  | Terza maglia |  | Portiere |  | 2ª Portiere |

## Rosa
| N. |                       | Ruolo | Calciatore          |
| -- | --------------------- | ----- | ------------------- |
| 1  | Portogallo (bandiera) | P     | Rui Patrício        |
| 2  | Portogallo (bandiera) | C     | Pedro Mendes        |
| 3  | Portogallo (bandiera) | D     | Daniel Carriço      |
| 4  | Brasile (bandiera)    | D     | Ânderson Polga      |
| 5  | Brasile (bandiera)    | D     | Pedro Silva         |
| 6  | Portogallo (bandiera) | C     | Adrien Silva        |
| 7  | Russia (bandiera)     | C     | Marat Izmajlov      |
| 8  | Brasile (bandiera)    | C     | Fábio Rochemback    |
| 9  | Portogallo (bandiera) | A     | Carlos Saleiro      |
| 10 | Montenegro (bandiera) | C     | Simon Vukčević      |
| 11 | Ecuador (bandiera)    | A     | Felipe Caicedo      |
| 12 | Portogallo (bandiera) | D     | Marco Caneira       |
| 13 | Portogallo (bandiera) | D     | Tonel               |
| 14 | Cile (bandiera)       | C     | Matías Fernández    |
| 16 | Portogallo (bandiera) | P     | Tiago Ferreira      |
| 17 | Spagna (bandiera)     | C     | Miguel Ángel Angulo |

| N. |                       | Ruolo | Calciatore              |
| -- | --------------------- | ----- | ----------------------- |
| 18 | Argentina (bandiera)  | D     | Leandro Grimi           |
| 19 | Portogallo (bandiera) | P     | Ricardo Batista         |
| 20 | Portogallo (bandiera) | A     | Yannick Djaló           |
| 22 | Francia (bandiera)    | A     | Florent Sinama-Pongolle |
| 23 | Portogallo (bandiera) | A     | Hélder Postiga          |
| 24 | Portogallo (bandiera) | C     | Miguel Veloso           |
| 25 | Portogallo (bandiera) | C     | Bruno Pereirinha        |
| 28 | Portogallo (bandiera) | C     | João Moutinho           |
| 30 | Mozambico (bandiera)  | D     | Mexer                   |
| 31 | Brasile (bandiera)    | A     | Liédson                 |
| 34 | Serbia (bandiera)     | P     | Vladimir Stojković      |
| 41 | Portogallo (bandiera) | D     | Cédric Soares           |
| 43 | Portogallo (bandiera) | C     | Kikas                   |
| 46 | Brasile (bandiera)    | C     | Renato Neto             |
| 55 | Portogallo (bandiera) | D     | André Marques           |
| 78 | Portogallo (bandiera) | D     | Abel Ferreira           |

## Risultati

### Taça de Portugal
| Arbitro: | Baptista |

|                                              |           |  |
| Liédson 51’ Moutinho 75’ (rig.) Vukčević 90’ | Marcatori |  |

| Arbitro: | Gralha |

|          |           |                                                 |
| Tózé 21’ | Marcatori | 52’, 63’ Veloso 58’ (rig.) Moutinho 69’ Liédson |

| Arbitro: | Hugo Miguel |

|                                                        |           |                     |
| Fernández 15’ (rig.) Carriço 37’ Saleiro 45’ Djaló 47’ | Marcatori | 16’, 84’, 90’ Zhang |

| Arbitro: | Baptista |

|                                                        |           |                          |
| Rolando 18’ Falcao 34’, 42’ Varela 48’ M. González 57’ | Marcatori | 22’ Izmajlov 90’ Liédson |

### Taça da Liga
| Arbitro: | Jorge Sousa |

|                        |           |          |
| Saleiro 36’ Veloso 65’ | Marcatori | 50’ Alan |

| Arbitro: | Soares Dias |

|            |           |                             |
| Carlão 70’ | Marcatori | 16’ João Pereira 36’ Veloso |

| Arbitro: | Paulo Costa |

|  |           |             |
|  | Marcatori | 36’ Liédson |

| Arbitro: | Benquerença |

|             |           |                                                    |
| Liédson 37’ | Marcatori | 8’ David Luiz 29’ Ramires 68’ Luisão 90+4’ Cardozo |

### Champions League

#### Preliminari
| Lisbona 29 luglio 2009, ore 21:45 Terzo turno – Andata | Sporting Lisbona | 0 – 0 referto | Twente | Estádio José Alvalade (37 313 spett.)\| Arbitro: \| Brych \| |
| Arbitro:                                               | Brych            |               |        |                                                              |

| Arbitro: | Lannoy |

|            |           |                        |
| Douglas 2’ | Marcatori | 90+5’ (aut.) Wisgerhof |

| Arbitro: | Kassai |

|                         |           |                         |
| Vukčević 58’ Veloso 66’ | Marcatori | 6’ Vargas 79’ Gilardino |

| Arbitro: | Webb |

|             |           |              |
| Jovetić 54’ | Marcatori | 35’ Moutinho |

### Europa League

#### Fase a gironi
| Arbitro: | Nikolaev |

|                        |           |                       |
| Sibon 12’ Dingsdag 77’ | Marcatori | 17’, 40’, 88’ Liédson |

| Arbitro: | Gumienny |

|               |           |  |
| Adrien S. 18’ | Marcatori |  |

| Arbitro: | Kever |

|                    |           |                        |
| Laizāns 64’ (rig.) | Marcatori | 6’ Veloso 85’ Moutinho |

| Arbitro: | Stavrev |

|             |           |               |
| Saleiro 22’ | Marcatori | 15’ Zamperini |

| Arbitro: | Kralovec |

|             |           |             |
| Grimi 90+1’ | Marcatori | 47’ Assaidi |

| Arbitro: | Kul'bakoŭ |

|           |           |  |
| Kačar 70’ | Marcatori |  |

#### Fase a eliminazione diretta
| Arbitro: | Čeferin |

|                        |           |                   |
| Pienaar 35’ Distin 49’ | Marcatori | 87’ (rig.) Veloso |

| Arbitro: | Yefet |

|                                          |           |  |
| Veloso 65’ P. Mendes 76’ Fernández 90+4’ | Marcatori |  |

| Madrid 11 marzo 2010, ore 19:00 Ottavi di finale – Andata | Atlético Madrid | 0 – 0 referto | Sporting Lisbona | Estadio Vicente Calderón (45 000 spett.)\| Arbitro: \| Vink \| |
| Arbitro:                                                  | Vink            |               |                  |                                                                |

| Arbitro: | Kircher |

|                         |           |                |
| Liédson 19’ Polga 45+1’ | Marcatori | 3’, 33’ Agüero |

## Statistiche

### Statistiche di squadra
| Competizione     | Punti | Totale | Totale | Totale | Totale | Totale | Totale | DR  |
| Competizione     | Punti | G      | V      | N      | P      | Gf     | Gs     | DR  |
| ---------------- | ----- | ------ | ------ | ------ | ------ | ------ | ------ | --- |
| Primeira Liga    | 48    | 30     | 13     | 9      | 8      | 42     | 26     | +16 |
| Taça de Portugal | -     | 4      | 3      | 0      | 1      | 13     | 9      | +4  |
| Taça da Liga     | 9     | 4      | 3      | 0      | 1      | 6      | 6      | 0   |
| Champions League | -     | 4      | 0      | 4      | 0      | 4      | 4      | 0   |
| Europa League    | 11    | 10     | 4      | 4      | 2      | 14     | 10     | +4  |
| Totale           | -     | 52     | 23     | 17     | 12     | 79     | 55     | +24 |